# Júlia Domna
Júlia Domna (em latim: Iulia Domna; Emesa, 170 - 217) foi uma imperatriz-consorte romana, esposa do imperador Septímio Severo e mãe dos futuros imperadores Geta e Caracala. Pelo seu longo reinado e posição na corte romana, foi uma das mais poderosas mulheres da história do Império Romano.

## Histórico familiar
Júlia era originária de uma família síria, que acredita-se ser de ascendência árabe, da cidade de Emesa. Ela era a filha mais nova do sumo-sacerdote Caio Júlio Bassiano e sua irmã mais velha era Júlia Mesa, avó dos imperadores Heliogábalo e Alexandre Severo. Seus ancestrais eram os reis-sacerdotes do famoso templo de Heliogábalo (em siríaco:  Ilāh hag-Gabal). Sua família era extremamente rica e acabou elevada à aristocracia senatorial romana. Antes do casamento, Júlia herdou as propriedades do seu tio-avô pelo paterno Júlia Agripa, um antigo líder dos centuriões.

## Reinado

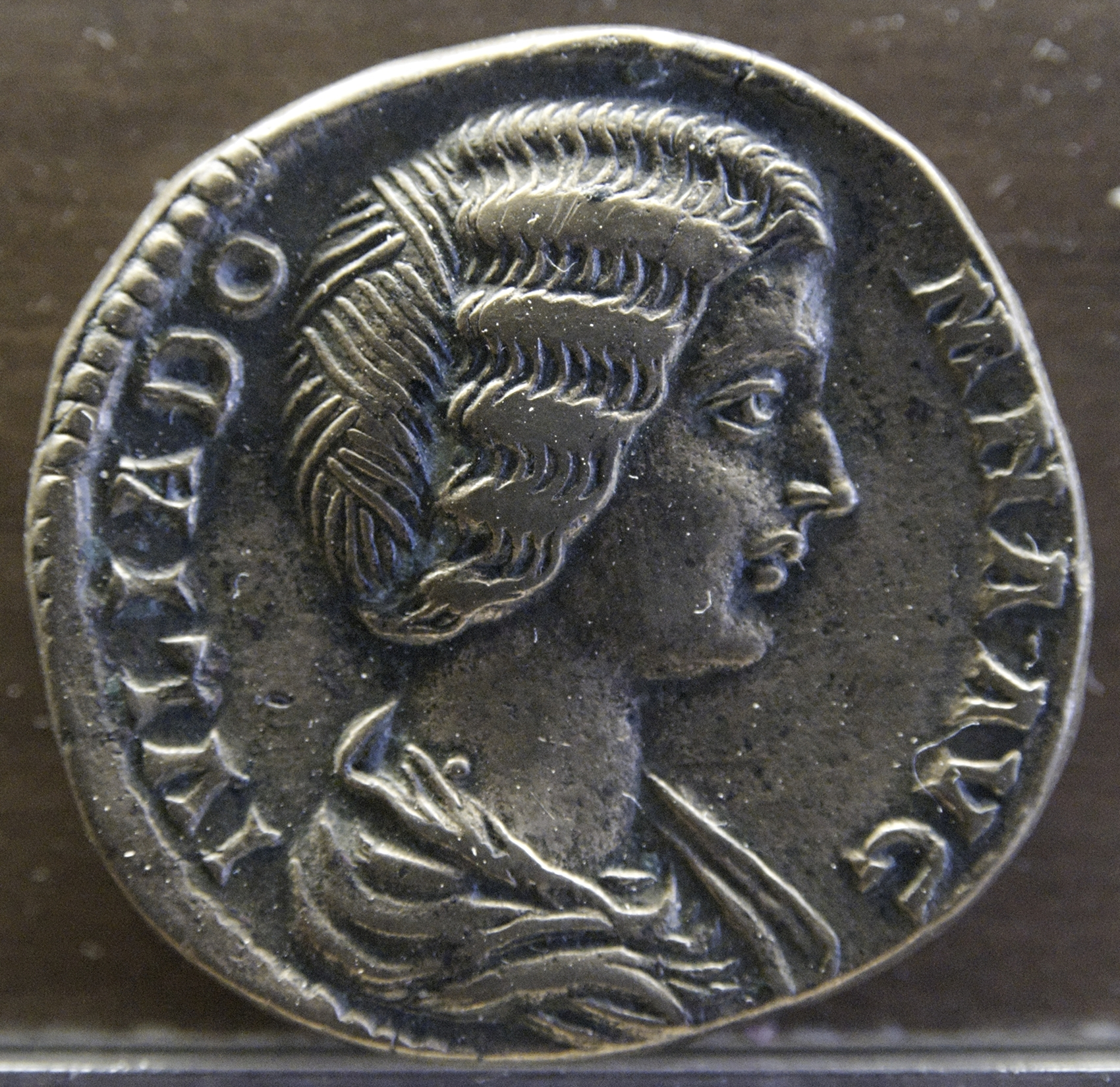
Moeda romana de Júlia Domna

No final da década de 180, Júlia se casou com o futuro imperador Septímio Severo, geralmente considerado como tendo ascendência púnica. O casamento se provou ser muito feliz e Sétimo adorava a esposa, que teve boa educação e se interessava por filosofia, e suas opiniões políticas. Eles tiveram dois filhos, Lúcio Sétimo Bassiano (Caracala), em 188, e Públio Sétimo Geta (Geta) no ano seguinte. Por causa de sua paixão pela filosofia, Júlia protegeu os filósofos e ajudou no florescimento da filosofia em Roma, revertendo a política dos imperadores anteriores.

### Guerra civil
Quando Sétimo foi proclamado imperador, em 193  (o "ano dos cinco imperadores"), ele logo enfrentou uma guerra aberta contra os rivais Pescênio Nigério e Clódio Albino. Júlia acompanhou o marido em suas campanhas no oriente, um evento bastante incomum na época, pois esperava-se das mulheres que esperassem em casa pelos maridos. Mesmo assim, ela ficou ele e, entre as diversas provas de amor e agradecimento, está a cunhagem de moedas com o retrato da imperatriz na qual ela foi intitulada mater castrorum ("mãe dos acampamentos [exércitos]"), utilizado anteriormente por Marco Aurélio para homenagear sua esposa Faustina em 174.

### Controvérsia e transição
Como imperatriz, Júlia estava geralmente envolvida nas intrigas da corte e fez diversos inimigos políticos, que a acusavam de traição e adultério, sem que nada jamais fosse provado. Severo continuou a favorecê-la e insistiu em tê-la por perto na campanha contra os britanos, iniciada em 208. Quando o imperador morreu em 211, em Eboraco (atual Iorque), Júlia se tornou a mediadora entre os dois filhos, Caracala e Geta, que deveriam governar juntos como co-imperadores de acordo com os desejos do pai expressados em seu testamento. Mas os dois jovens jamais se gostaram e discutiam frequentemente. Geta terminou assassinado pelos soldados de Caracala no final do mesmo ano.
Como único imperador, as fontes atestam as difíceis relações de Caracala com a mãe, provavelmente por causa da morte de Geta. Mesmo assim, Júlia acompanhou Caracala em sua campanha contra o Império Parta em 217. Durante a sua viagem, Caracala foi assassinado e Macrino, por um breve período, o sucedeu. Júlia provavelmente preferiu se matar depois de saber da revolta, embora outros considerem mais provável que ela tenha morrido de câncer de mama. O corpo da imperatriz foi levado a Roma e sepultado no Sepulcrum C. et L. Caesaris (talvez uma câmara separada no Mausoléu de Augusto). Posteriormente, porém, os restos dela e de Geta foram transferidos por sua irmã, Júlia Mesa, para o Mausoléu de Adriano. Ela foi posteriormente deificada.

## Apolônio
Se não fosse por Júlia, teríamos hoje em dia pouquíssimas informações sobre o lendário filósofo Apolônio de Tiana. Foi patrocinado pela imperatriz que Filóstrato escreveu seu famoso "Vida de Apolônio", que chegou até nossos dias completo. Acredita-se que Júlia tenha morrido antes de Filóstrato ter terminado sua obra, que contém oito volumes.